# Ramil Səfərov
Ramil Sahib oğlu Səfərov (ur. 25 sierpnia 1977 w Cəbrayıl) – oficer armii azerbejdżańskiej, który został skazany za zabójstwo porucznika armii ormiańskiej Gurgena Margaryana w 2004 roku. W nocy, podczas sponsorowanego przez NATO seminarium szkoleniowego w Budapeszcie, Səfərov włamał się do pokoju sypialnego Margaryana i zamordował go toporem.
W 2006 r. Səfərov został skazany za morderstwo i dostał na Węgrzech wyrok dożywocia (bez prawa do ułaskawienia przez 30 lat). Po złożeniu wniosku na mocy konwencji strasburskiej został wydany 31 sierpnia 2012 r. Azerbejdżanowi, gdzie przyjęto go jako bohatera narodowego. Prezydent Ilham Alijew zastosował wobec niego prawo łaski, pomimo sprzecznych zapewnień złożonych Węgrom. Przyznano mu także odszkodowanie za czas spędzony w więzieniu, osobisty apartament i awans do stopnia majora. Według władz azerskich Səfərov został ułaskawiony zgodnie z art. 12 konwencji. Działania obu krajów spotkały się z ostrą reakcją Armenii, która wstrzymała stosunki dyplomatyczne z Budapesztem i przypisała Węgrom odpowiedzialność moralną za wydarzenia.
Ułaskawienie Səfərova zostało potępione przez liczne organizacje międzynarodowe.